# Tumbling Dice
"Tumbling Dice" is een nummer van de Britse band The Rolling Stones. Het nummer verscheen op hun album Exile on Main St. uit 1972. Op 14 april van dat jaar werd het nummer uitgebracht als de eerste single van het album.

## Achtergrond
"Tumbling Dice" is geschreven door het duo Jagger/Richards en geproduceerd door Jimmy Miller. De oorspronkelijke titel van het nummer was "Good Time Women", dat in 1970 werd opgenomen tijdens de sessies voor het voorgaande album Sticky Fingers. Dit was een bluesachtig boogiewoogienummer, waarbij het pianospel van Ian Stewart centraal stond. De twee nummers waren qua structuur vrijwel hetzelfde; zij hebben dezelfde akkoorden en de melodieën lijken op elkaar. "Good Time Women" had echter geen openingsriff, geen achtergrondkoor en geen beat. Een versie van dit nummer die in oktober 1970 werd opgenomen, verscheen in 2010 op de heruitgave van Exile on Main St.
The Rolling Stones namen "Tumbling Dice" op in de kelder van het chateau Villa Nellcôte nabij Villefranche-sur-Mer. Op 3 augustus 1971 werd de basis van het nummer opgenomen. De basgitaar werd die dag gespeeld door Mick Taylor, aangezien de reguliere bassist Bill Wyman niet aanwezig was, en de gitaar werd gespeeld door Mick Jagger. Jagger vertelde over de tekst: "Het is raar waar je teksten soms vandaan komen. Voordat ik 'Tumbling Dice' schreef, had ik een gesprek met de huishoudster over gokken. Ze vond het leuk om te gokken en ik wist er niet heel veel over, maar zij leerde mij wat en ik kon er een nummer over schrijven. Ik schreef het rond de riff van Keith [Richards]. Het gaat over gokken en liefde, het is een oud bluesnummer."
"Tumbling Dice" werd een wereldwijde hit. In het Verenigd Koninkrijk kwam de single tot de vijfde plaats, terwijl in de Amerikaanse Billboard Hot 100 de zevende positie werd gehaald. Verder kwam het in onder meer Canada, Noorwegen en Spanje in de top 10. In Nederland bereikte de single de zesde plaats in de Top 40 en de vijfde plaats in de Daverende Dertig, terwijl in Vlaanderen de 28e plaats in de voorloper van de Ultratop 50 werd gehaald. In 2010 zette het tijdschrift Rolling Stone het nummer op plaats 433 in hun lijst The 500 Greatest Songs of All Time. In 1977 nam Linda Ronstadt een cover van het nummer op, die zij in 1978 als single uitbracht. Deze versie kwam tot plaats 32 in de Billboard Hot 100.

## Hitnoteringen

### Nederlandse Top 40
| Hitnotering: 29-04-1972 t/m 10-06-1972 | Hitnotering: 29-04-1972 t/m 10-06-1972 | Hitnotering: 29-04-1972 t/m 10-06-1972 | Hitnotering: 29-04-1972 t/m 10-06-1972 | Hitnotering: 29-04-1972 t/m 10-06-1972 | Hitnotering: 29-04-1972 t/m 10-06-1972 | Hitnotering: 29-04-1972 t/m 10-06-1972 | Hitnotering: 29-04-1972 t/m 10-06-1972 | Hitnotering: 29-04-1972 t/m 10-06-1972 |
| Week                                   | 1                                      | 2                                      | 3                                      | 4                                      | 5                                      | 6                                      | 7                                      |                                        |
| -------------------------------------- | -------------------------------------- | -------------------------------------- | -------------------------------------- | -------------------------------------- | -------------------------------------- | -------------------------------------- | -------------------------------------- | -------------------------------------- |
| Positie                                | 13                                     | 6                                      | 6                                      | 11                                     | 16                                     | 30                                     | 37                                     | uit                                    |

### Daverende Dertig
| Hitnotering: 29-04-1972 t/m 03-06-1972 | Hitnotering: 29-04-1972 t/m 03-06-1972 | Hitnotering: 29-04-1972 t/m 03-06-1972 | Hitnotering: 29-04-1972 t/m 03-06-1972 | Hitnotering: 29-04-1972 t/m 03-06-1972 | Hitnotering: 29-04-1972 t/m 03-06-1972 | Hitnotering: 29-04-1972 t/m 03-06-1972 | Hitnotering: 29-04-1972 t/m 03-06-1972 |
| Week                                   | 1                                      | 2                                      | 3                                      | 4                                      | 5                                      | 6                                      |                                        |
| -------------------------------------- | -------------------------------------- | -------------------------------------- | -------------------------------------- | -------------------------------------- | -------------------------------------- | -------------------------------------- | -------------------------------------- |
| Positie                                | 21                                     | 10                                     | 5                                      | 8                                      | 11                                     | 21                                     | uit                                    |

### Go-Set[1]
| Hitnotering: 01-07-1972 t/m 10-06-1972 | Hitnotering: 01-07-1972 t/m 10-06-1972 | Hitnotering: 01-07-1972 t/m 10-06-1972 | Hitnotering: 01-07-1972 t/m 10-06-1972 | Hitnotering: 01-07-1972 t/m 10-06-1972 | Hitnotering: 01-07-1972 t/m 10-06-1972 | Hitnotering: 01-07-1972 t/m 10-06-1972 | Hitnotering: 01-07-1972 t/m 10-06-1972 | Hitnotering: 01-07-1972 t/m 10-06-1972 |
| Week                                   | 1                                      | 2                                      | 3                                      | 4                                      | 5                                      | 6                                      | 7                                      |                                        |
| -------------------------------------- | -------------------------------------- | -------------------------------------- | -------------------------------------- | -------------------------------------- | -------------------------------------- | -------------------------------------- | -------------------------------------- | -------------------------------------- |
| Positie                                | 23                                     | 19                                     | 11                                     | 16                                     | 17                                     | 25                                     | 30                                     | uit                                    |

### Ultratop 50 Singles[2]
| Hitnotering: 20-05-1972 t/m 10-06-1972 | Hitnotering: 20-05-1972 t/m 10-06-1972 | Hitnotering: 20-05-1972 t/m 10-06-1972 | Hitnotering: 20-05-1972 t/m 10-06-1972 |
| Week                                   | 1                                      | 2                                      |                                        |
| -------------------------------------- | -------------------------------------- | -------------------------------------- | -------------------------------------- |
| Positie                                | 28                                     | 29                                     | uit                                    |

### NPO Radio 2 Top 2000
| Nummer met noteringen in de NPO Radio 2 Top 2000 | '00  | '01 | '02  | '03  | '04  | '05 | '06  | '07 | '08  | '09 | '10  | '11  | '12  | '13  | '14  |
| ------------------------------------------------ | ---- | --- | ---- | ---- | ---- | --- | ---- | --- | ---- | --- | ---- | ---- | ---- | ---- | ---- |
| Tumbling Dice                                    | 1085 | -   | 1404 | 1544 | 1720 | -   | 1669 | -   | 1979 | -   | 1936 | 1969 | 1841 | 1774 | 1855 |

1. ↑  Een '-' betekent dat het nummer niet was genoteerd en een vetgedrukt getal geeft de hoogste notering aan.
2. ↑  2000 was het eerste jaar met een notering voor dit nummer.
3. ↑  Deze tabel is bijgewerkt tot en met de laatste editie (2024).